# Rumänien i olympiska vinterspelen 1992
Rumänien deltog med 23 deltagare vid de olympiska vinterspelen 1992 i Albertville. Ingen av landets deltagare erövrade någon medalj.